# 霍查約山
11°43′37″S 74°56′40″W / 11.72694°S 74.94444°W
霍查約山（Quchayuq），是秘魯的山峰，位於該國中部胡寧大區，由安達馬爾卡區和科馬斯區負責管轄，屬於安地斯山脈的一部分，海拔高度5,100米。